# Raúl Magaña
Raúl Alfredo Magaña Monzón (Santa Ana, 1940. február 24. – 2009. szeptember 30.) salvadori válogatott labdarúgókapus, edző.

## Pályafutása

### Klubcsapatban
Pályafutása során számos salvadori csapatban megfordult, de a leghosszabb időt szülővárosa csapatában a CD FAS-ban töltötte. Később játszott még guatemalai és kanadai együttesekben is. Ötszörös salvadori és egyszeres guatemalai bajnok.

### A válogatottban
1961 és 1970 között szerepelt a salvadori válogatottban. Részt vett az 1970-es világbajnokságon, ahol mindhárom csoportmérkőzésen pályára lépett. A Szovjetunió elleni találkozó volt az utolsó mérkőzése a válogatottban.

## Sikerei, díjai
CD FAS
- Salvadori bajnok (2): 1961–62, 1962–63

CSD Municipal
- Guatemalai bajnok (1): 1963–64

Alianza FC
- Salvadori bajnok (1): 1964–65

Atlético Marte
- Salvadori bajnok (2): 1968–69, 1970